# Start Me Up

«Start Me Up»—en español: «Excítame»— es una canción del género rock compuesta por Mick Jagger y Keith Richards para su banda The Rolling Stones, editado como sencillo e incluido en el álbum Tattoo You del año 1981. La canción alcanzó el puesto número 1 en la lista Billboard Top Tracks, el 2 en el Billboard Hot 100 y el 7 en el UK Singles Chart.

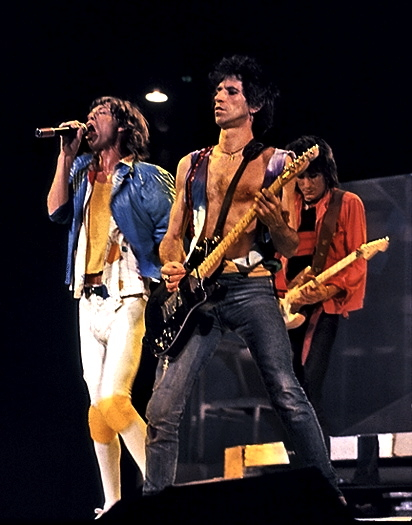
Rolling Stones - Keith-Mick-Ron (1981)

## Composición y grabación
Una primera versión de «Start Me Up» se grabó en Múnich durante las sesiones de estudio de Black and Blue de 1975, bajo el nombre de «Never Stop». En este momento la canción era un reggae-rock, que después de decenas de tomas la banda dejó de grabar y fue archivada. Una segunda versión, que surgió en las sesiones de 1978 para Some Girls llamada «Start It Up», fue la base para la que sería la versión final.
En 1981, el ingeniero de sonido Chris Kimsey le propone a Mick Jagger usar las canciones archivadas para un nuevo álbum con vistas a realizar una nueva gira. Así, Kimsey encuentra dos grabaciones de la canción con un sonido mucho más roquero (ahora con bajo eléctrico) entre una cincuentena de tomas con sonido reggae. En los estudios Electric Ladyland y Hit Factory de Nueva York dieron los toques finales a la canción, incluyendo el cambio en la letra a «Start Me Up» y le puso énfasis al bajo eléctrico.
El "golpe" infeccioso de la canción se logró utilizando la famosa "reverberación de baño" de Bob Clearmountain, un proceso que incluye la grabación de algunas de las voces y la batería de la canción con un altavoz en el baño del estudio de grabación Power Station en Nueva York Ciudad. Fue allí donde se añadieron toques finales a la canción, incluyendo el cambio de Jagger de las letras principales de "start it up" a "start me up".
La canción abre con un riff característico del estilo de Richards, junto con el respaldo constante de Charlie Watts en la batería y el eco del bajo de Bill Wyman, que abarca la mayor parte de la canción. La guitarra de Ron Wood se puede escuchar claramente acompañando una variación del riff principal de Richards. Se añadió percusión (cencerro y güiro) de Michael Carabello y palmas de Barry Sage durante sesiones de finales en abril y junio de 1981.

## Lanzamiento y legado
«Start Me Up» alcanzó el puesto 7 en la UK Singles Chart en septiembre de 1981, siendo el último sencillo de los Stones en ingresar en el Top 10 en el Reino Unido. En Australia, la canción alcanzó el número 1 en noviembre de 1981. En los Estados Unidos pasó trece semanas en el número 1 de la lista Billboard Top Tracks entre septiembre y octubre de 1981 y tres semanas en el puesto 2 del Billboard Hot 100 en octubre y noviembre de ese mismo año.
El lado B es un blues lento llamado «No Use in Crying» que también aparece en Tattoo You.
La canción ha sido utilizada muy frecuentemente como tema de apertura en los espectáculos en vivo de los Stones y ha aparecido en los álbumes en vivo: Still Life (1982), Flashpoint (1991), Live Licks (2004), Shine a Light (2008) y Sweet Summer Sun: Hyde Park Live (2013). 
Ha sido incluida en álbumes recopilatorios: Rewind (1984), Jump Back (1993), Forty Licks (2002) y GRRR! (2012).

## En directo
Desde que se publicara en 1981, la canción ha estado presente en todas las giras de los Stones, desde el American Tour 1981 hasta el No Filter Tour 2017-19, siendo una de las canciones más interpretadas en directo del grupo.

## Vídeo musical
En el vídeo oficial de la canción, aparece Mick Jagger haciendo una rutina de baile, y luego se enfoca a los demás miembros de la bandaː Keith Richards, Ron Wood, Bill Wyman y Charlie Watts. El vídeo fue dirigido por Michael Lindsay-Hogg.

## Personal
- Mick Jagger: voz principal y coros, palmas
- Keith Richards: guitarra principal y coros
- Ron Wood: guitarra rítmica y coros
- Bill Wyman: bajo
- Charlie Watts: batería

Personal adicional
- Michael Carabello: güiro y cencerro
- Barry Sage: palmas

## Posicionamiento en las listas
| Listas (1981)                      | Mejor posición |
| ---------------------------------- | -------------- |
| Alemania (Media Control AG)        | 36             |
| Austria (Ö3 Austria Top 40)        | 14             |
| Bélgica (Flandes) (Ultratop 50)    | 7              |
| Canadá (Canadian Hot 100)          | 2              |
| España (Los 40)                    | 1              |
| Estados Unidos (Billboard Hot 100) | 2              |
| Estados Unidos (Mainstream Rock)   | 1              |
| Irlanda (IRMA)                     | 11             |
| Noruega (VG-lista)                 | 8              |
| Nueva Zelanda (Recorded Music NZ)  | 33             |
| Países Bajos (Mega Single Top 100) | 5              |
| Reino Unido (UK Singles Chart)     | 7              |
| Suecia (Sverigetopplistan)         | 14             |
| Suiza (Schweizer Hitparade)        | 5              |

## En la cultura popular
- Microsoft pagó alrededor de 3 millones de dólares para usar esta canción en su campaña de marketing de Windows 95.[23][24] Esta fue la primera vez que los Stones permitieron a una compañía usar una de sus canciones en una campaña publicitaria.[25] Significó meses de negociación entre Microsoft y el agente de la banda, Prince Rupert. Como resultado, una versión ligeramente diferente a la pista original en su versión de estudio se cedió para ser la banda sonora de la campaña publicitaria del, por entonces, nuevo y emergente sistema operativo.[26]
- Este aviso fue parodiado por Bob Rivers, en una canción llamada «Windows 95 Sucks».[27] Ha sido acreditada erróneamente a Weird Al Yankovic.

- La canción fue una de tres tocadas por los Stones en el medio tiempo del Super Bowl XL en 2006 en el Ford Field en Detroit, Míchigan. Se especuló que algunas de las letras más objetables, como «Rough Justice» y «(I Can't Get No) Satisfaction, fueron censuradas sin el consentimiento del cantante. Más tarde se descubrió que Jagger había acordado antes de dejar de lado la letra.[28]
- La revista Rolling Stone la posicionó en el octavo puesto de Los mejores himnos de los deportes.[29]
- En 2012, una versión remezclada de la canción fue utilizada como la banda sonora de una campaña publicitaria Omega por su papel como cronometradores oficiales de los Juegos Olímpicos de Londres 2012.[30]